# Société Générale
Société Générale es una de las principales empresas europeas de servicios financieros, actividad que también se extiende a otras partes del mundo. Sus oficinas centrales se encuentran en Francia, en la zona de negocios de La Défense, al oeste de París. Sus dos principales divisiones son banca comercial (especialmente en Francia y Europa del Este) y banca de inversión. Es uno de los bancos más antiguos de Francia.
El nombre original de Société Générale fue Société Générale pour favoriser le développement du commerce et de l'industrie en France (Sociedad General para favorecer el desarrollo del comercio y la industria en Francia). El banco es a menudo apodado SocGen en el mundo financiero internacional.

## Actividad

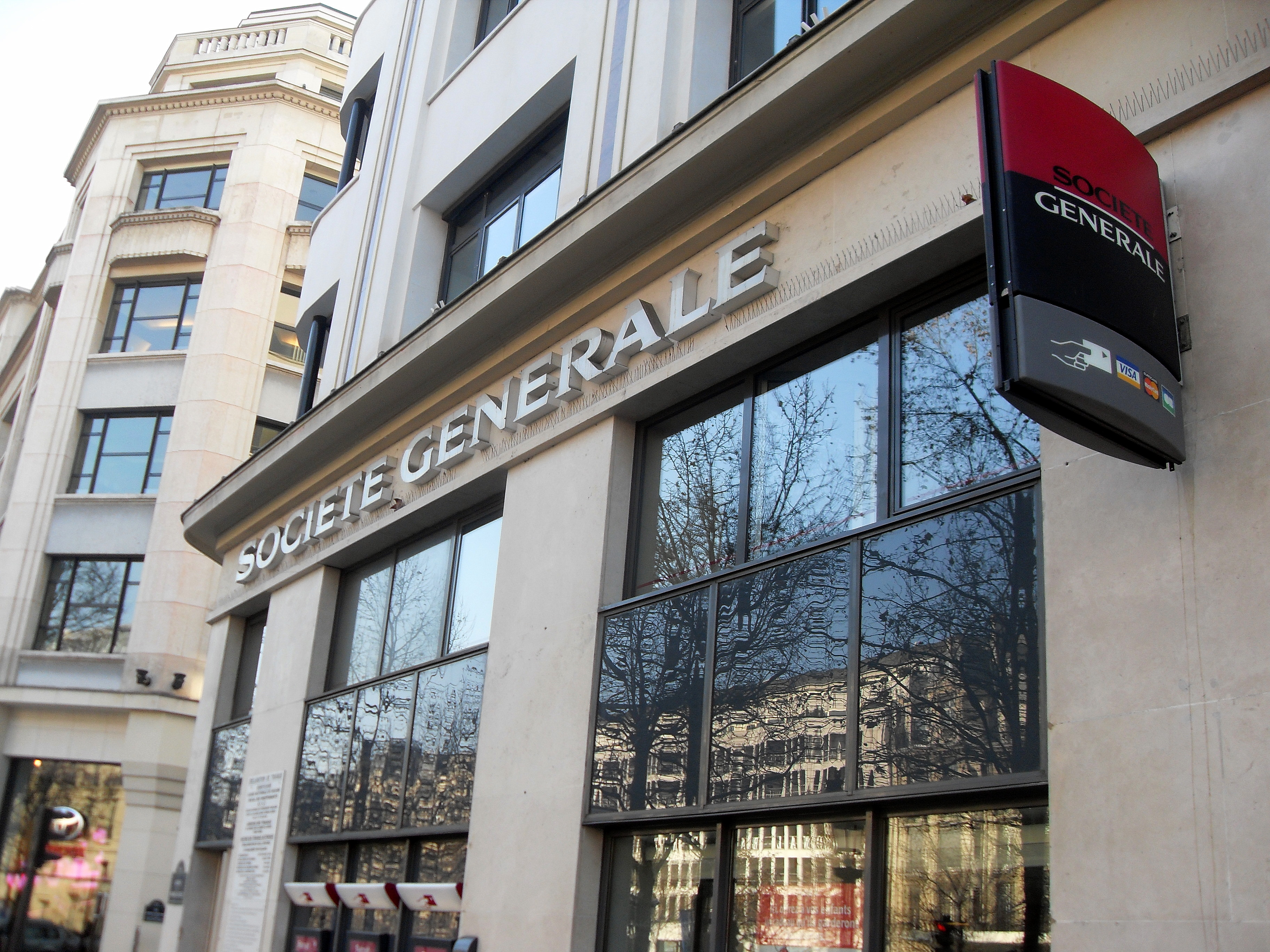
Oficina de Société Générale en París.

Société Générale es el tercer banco de la zona euro por beneficios y la séptima mayor empresa por capitalización. Emplea a 103.000 personas, de las cuales 75.000 se encuentran en Europa y tiene presencia en 80 países. El banco está activo en los mercados de finanzas, inversión y dirección de activos. Además, en Francia, también tiene actividad en la banca minorista con más de 2.700 oficinas (incluyendo su división Crédit du Nord).

## Historia

### 1864-1893
El banco fue fundado por un grupo de industriales y financieros el 4 de mayo de 1864, durante el Segundo Imperio francés, para ayudar al desarrollo del comercio y la industria en Francia. El primer presidente del banco fue el importante industrial Eugène Schneider (1805-1875) seguido por el escocés Edward Blount.
La empresa empezó a contratar empleados y establecer oficinas, dando cobertura en Francia a un ritmo constante. En 1870, el banco tenía 15 sucursales en París y 32 en las provincias francesas. Se estableció una oficina permanente en Londres en 1871.
Al principio, el banco utilizó sus propios recursos casi exclusivamente para sus actividades de banca y finanzas. 
Entre 1871 y 1893, Francia pasó por un periodo de crisis económica marcado por la quiebra de varios bancos. La empresa continuó su crecimiento a un ritmo moderado y en 1889 poseía 148 oficinas bancarias, demostrando así la capacidad del grupo de resistir en condiciones económicas desfavorables.

### 1894-1930
En 1894 el banco hizo cambios en su estructura, conformando una institución grande y moderna. Además de los depósitos de empresas y particulares, sus oficinas empezaron a suministrar créditos a corto plazo para la industria y los comerciantes. También comenzaron la colocación de acciones y la emisión de bonos en Francia y Rusia.
La adquisición de participaciones se convirtió en una actividad más secundaria. La excelente salud financiera de la empresa le permitió expandir su estructura de accionistas. En 1895, Société Générale tenía 14.000 accionistas, en 1913 el número ya era de 122.000.
Los años de guerra fueron difíciles y tuvieron serias consecuencias y supusieron la pérdida de los negocios en Rusia. Sin embargo, durante los años 20 Société Générale se convirtió en el banco líder en Francia: su red había crecido marcadamente desde 1890, con un número de oficinas que permitía la gran penetración en las provincias. El número de sucursales aumentó desde 1.005 en 1913 a 1.457 en 1933.
Gracias al dinamismo de los miembros de la dirección adelantó a Crédit Lyonnais en depósitos y préstamos entre 1921 y 1928. Para satisfacer los requisitos de sus inversores, Société Générale creó una subsidiaria, Calif, especializada en créditos a medio plazo en 1928.

### 1931-1945
Los años 1930 fue otro periodo difícil. Debido al declive en los negocios en Francia y el extranjero, el banco se vio forzado a cerrar varias oficinas locales. En las vísperas de la Segunda Guerra Mundial, el número de puntos de venta no era mucho mayor que en 1922. Sin embargo, Société Générale estuvo activo en la colocación de deuda pública emitida por el estado y las colonias. La guerra y la ocupación alemana interrumpieron su avance, pero el banco avanzó en los mercados africano y estadounidense.

### 1945-1964
Société Générale fue nacionalizada en 1945. Ahora sólo tenía un único accionista: el Estado. El periodo entre 1945 y 1958 estuvo caracterizado en Francia por la rápida recuperación económica pero también por el mayor desequilibrio en la balanza de pagos. No fue hasta 1959 que la economía se recuperó realmente, pero los controles en los créditos fueron reforzados debido a las persistentes presiones inflacionistas.
El acelerado crecimiento de la producción y el comercio exterior abrió nuevas áreas de negocio para los bancos. La industria sufrió cambios radicales, uno de los más importantes fue la mayor especialización del crédito. El abanico de servicios bancarios se expandió de forma ininterrumpida.
Gracias a su presencia en Nueva York, Société Générale fue capaz de coger ventaja en el flujo de negocio generado por el Plan Marshall. Société Générale continuó su expansión, tanto en Francia como en otros lugares. Entró en Italia y México y cambió el estatus de sus establecimientos en África después de la descolonización, de acuerdo con las leyes aprobadas por estos recién independizados países.

### 1965-1990
Société Générale dio un nuevo impulso a su red francesa, con una aceleración en el crecimiento desde 1966 tras la eliminación de la autorización previa para la apertura de nuevas oficinas. La expansión internacional fue igual de enérgica. Ya no estaba limitado, como anteriormente, en los principales centros financieros (Londres, Nueva York), en los países vecinos (Bélgica, España) y en las antiguas colonias, con el principal propósito de facilitar los negocios de las compañías francesas, pero también estaba dirigido a garantizar la presencia del banco allá donde se desarrollaran nuevos mercados, tanto para la exportación de la habilidad que había adquirido en ciertos campos o para mantener sus contactos con multinacionales.
1966 y 1967 representaron un giro fundamental en las regulaciones del banco gracias a la atenuación de la distinción entre banca de depósito y de inversión y la ceación del mercado de hipotecas domésticas. Société Générale adquirió una posición de liderazgo en nuevas técnicas financieras diseñadas en principio para empresas especializadas en este objetivo.
Los años 70 se caracterizaron por dos grandes progresos: expansión de la red internacional y la introducción de las tecnologías de la información

### Desde 1991

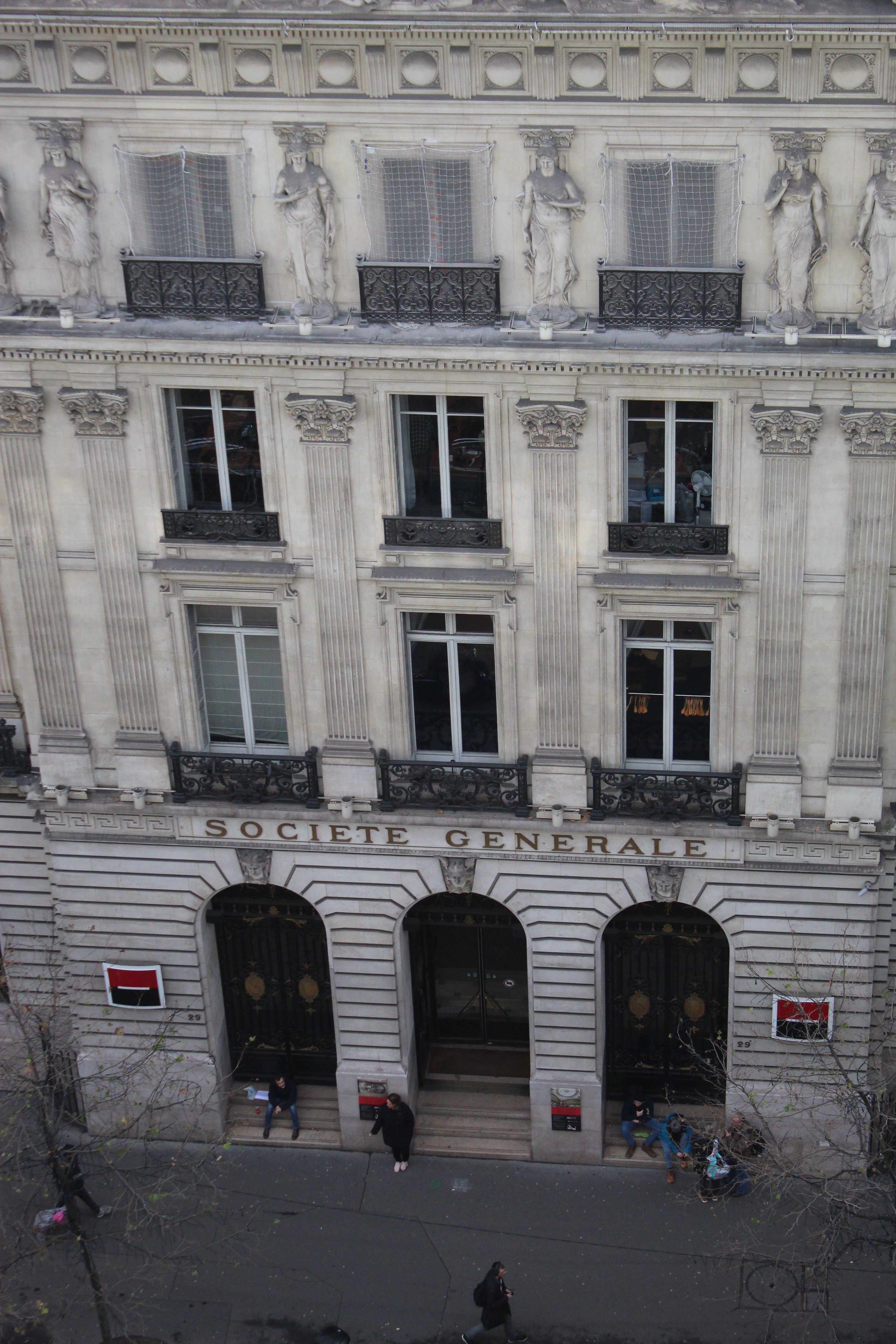
La agencia central de la Société Générale, sobre el Blvd. Haussmann, en París, ha sido llamado el banco más bello de la ciudad.

En los últimos años, el grupo se ha centrado en el desarrollo de sus actividades en torno a tres actividades principales a través de una combinación de crecimiento orgánico y adquisiciones. 
En el área de banca comercial, se reforzó en 1997 mediante la adquisición de Crédit du Nord, poniendo de relieve la determinación del grupo de liderar la reestructuración del sistema bancario francés. Al mismo tiempo, Société Générale se ha dirigido a garantizar a largo plazo la lealtad de sus clientes. En 1999 participa en la batalla por la compra del banco Paribas, pero será derrotado por un competidor, el Banco Nacional de París (BNP), que pasará a llamarse BNP Paribas.
En 1998, Société Générale hizo de la banca comercial que tenía en el exterior una división aparte, lo que subraya la decisión del grupo para hacer este negocio uno de sus ejes estratégicos de desarrollo. Esta actividad también se reforzó en 1999 a través de las adquisiciones realizadas en Rumanía (BRD - Groupe Société Générale), Bulgaria (Société Générale Expressbank) y Madagascar. También ha hecho adquisiciones en Europa Central (Komerční banka en la República Checa y SKB Banka en Eslovenia) en 2001. 
En ese momento, el banco protagonizaba un escándalo al ser acusado de participar en un supuesto fraude de blanqueo de dinero en el que estaban implicados HSBC, Société Marseillaise de Credit, Barclays y National Bank of Pakistán.
África será también una importante área de interés para el banco, con la compra en 2002 del banco marroquí Eqdom (líder en préstamos al consumo) y de la Internacional Union de Banque en Túnez. Además comprará el 51% del SSB Bank de Ghana en 2003 y el 50% del griego Geniki Bank en 2004. 
En términos de servicios financieros especializados, creó a mediados de 2001 un departamento, mediante la compra de dos filiales del Deutsche Bank, ALD Automotive (para empresas de leasing y financiación) y GEFA ( para empresas de financiación de ventas), que permitió a Société Générale para aumentar su presencia europea en estos sectores. En 2002, se siguió aplicando su estrategia de crecimiento externo mediante la compra de Hertz Lease, filial europea especializada en leasing a largo plazo y gestión de flotas de vehículos de la Ford Motor Company.

## Dirección
Desde 1997, el presidente de Société Générale fue Daniel Bouton.
Daniel Bouton dimitió el 29 de abril del 2009. Frédéric Oudéa ocupa la presidencia de esta entidad desde el 24 de mayo de 2009.